# George O'Brien (administrateur colonial)
Pour les articles homonymes, voir George O'Brien (homonymie).
George Thomas Michael O'Brien, dit Sir George O'Brien (1844-1906) est un fonctionnaire colonial britannique qui fut secrétaire colonial de Hong Kong de 1892 à 1895 puis gouverneur des Fidji et haut commissaire pour le Pacifique occidental de 1897 à juin 1901. 

## Biographie
Aux Fidji, son action fut entachée par un conflit marqué avec le gouvernement de Nouvelle-Zélande mené par Richard Seddon qui défendit à partir de 1900 l'autonomie des Fidji et son association avec son dominion ; les propos malheureux d'O'Brien et ses mesures autoritaires à ce sujet conduisirent le bureau des Colonies à le rappeler au Royaume-Uni en juin 1901.

## Distinctions
- Ordre de Saint-Michel et Saint-Georges Chevalier Commandeur (KCMC)